# هجران اليهود
هجران اليهود: أمريكا والمحرقة 1941-1945 هو كتاب غير روائي صدر عام 1984م من تأليف ديفيد إس. وايمان، أستاذ التاريخ السابق في جامعة ماساتشوستس أمهرست. كان وايمان رئيسًا لمعهد ديفيد إس وايمان لدراسات المحرقة. حظي كتاب "هجران اليهود" بقبول جيد من معظم المؤرخين، وفاز بجوائز عديدة وحاز على تقدير واسع النطاق، بما في ذلك جائزة الكتاب الوطني اليهودي، وجائزة أنسفيلد - وولف، وجائزة الأدب المضارع، وجائزة ستيوارت بيرناث من جمعية مؤرخي العلاقات الخارجية الأمريكية، وجائزة ثيودور سالوتوس من جمعية تاريخ الهجرة، وتم ترشيحه لجائزة دائرة نقاد الكتاب الوطنية."

## الدعوى
ردًا على تصميم النازيين وعملهم المتضافر لإزالة اليهود من أوروبا بأي وسيلة ضرورية، أغلقت دول العالم غير المنضم للمحور العديد من إمكانيات الهجرة إلى بلدان أخرى. على سبيل المثال، فقد كانت الهجرة القانونية إلى بر الأمان في فلسطين، وهي المنطقة التي خصصتها عصبة الأمم وطنًا يهوديًّا لليهود الذين لم يكونوا آمنين في بلدانهم الأصلية، مقيدة بشدة من قبل سلطات الانتداب في عام 1939م؛ لقد رفضت العديد من الدول ببساطة السماح لليهود الأوروبيين بالدخول إلى بلدانها. ومع تولي النازيين حكم ألمانيا ووراثتها لسكان يهود نسبتهم أكبر في الأراضي المحتلة (مثل بولندا)، فقد كانت السياسات في معظم الدول إما القضاء على الوجود اليهودي (في حالة دول المحور) أو تثبيط الهجرة اليهودية (في حالة الدول غير المنضمة للمحور). تناول وايمان إغلاق إمكانيات الهجرة في أمريكا في كتابه الصادر عام 1968م بعنوان "الجدران الورقية: أمريكا وأزمة اللاجئين، 1938-1941". واصل وايمان توثيق هذا الجانب من تاريخ الحرب العالمية الثانية في كتابه "هجران اليهود"، الذي غطى الفترة من عام 1941م إلى عام 1945م، عندما حاربت أميركا وحلفاؤها ألمانيا وتطورت محرقة الحل النهائي إلى مراحلها الأكثر فتكًا.
لخص وايمان النتائج الرئيسية التي توصل إليها في المقدمة (الموضحة أدناه في ملخص محرر):
1. لم تكن لدى وزارة الخارجية الأميركية ووزارة الخارجية البريطانية أي نية لإنقاذ عدد كبير من اليهود الأوروبيين. وعلى العكس من ذلك، كانوا يخشون باستمرار أن تقوم ألمانيا أو دول المحور الأخرى بإطلاق سراح عشرات الآلاف من اليهود في أيدي الحلفاء. إن مثل هذا الخروج كان من شأنه أن يضع ضغوطًا شديدة على بريطانيا لفتح فلسطين والولايات المتحدة لاستقبال المزيد من اللاجئين اليهود... وبالتالي، كانت سياساتهم تهدف إلى عرقلة إمكانيات الإنقاذ.
2. أفادت معلومات موثقة كُشف عنها بأن النازيين كانوا يقومون بإبادة يهود أوروبا بشكل منهجي في نوفمبر 1942م. لم يفعل الرئيس روزفلت شيئًا لمدة أربعة عشر شهرًا، ثم تحرك فقط بسبب... الضغوط السياسية.
3. حصل مجلس لاجئي الحرب... على سلطة قليلة، ولم يتعاون تقريبًا... والتمويل غير كاف إلى حد كبير. (غطت مساهمات المنظمات اليهودية 90% من تكاليف المجلس)... لإنقاذ ما يقرب من 200 ألف يهودي وما لا يقل عن 20 ألف من غيرهم.
4. لم تسمح وزارة الخارجية... والسياسات المتبعة، إلا لـ21 ألف لاجئ بالدخول خلال الحرب مع ألمانيا أي 10% من العدد الذي كان من الممكن قبوله قانونيًّا.
5. العوامل المعوقة (الانقاذ)... ومعاداة السامية والمواقف المناهضة للهجرة... متجذرة في الكونغرس؛ فشلت وسائل الإعلام الجماهيرية... وصمت شبه تام من جانب الكنائس المسيحية وجميع قياداتها تقريبًا (مع استثناءات ملحوظة، مثل رئيس أساقفة كانتربري، أو رئيس أساقفة نيويورك فرانسيس سبيلمان)؛ ولامبالاة... وفشل الرئيس....
6. زعماء اليهود الأمريكيين... والفشل في إعطاء الأولوية القصوى لقضية الإنقاذ.
7. في عام 1944م رفضت الولايات المتحدة... عدة طلبات لقصف غرف الغاز والسكك الحديدية في أوشفيتس في الأشهر ذاتها التي كانت هناك العديد من الغارات الجوية الأمريكية الضخمة التي كانت تتم على مساحة خمسين ميلًا من أوشفيتس. لقد ضربت القاذفات... مرتين... مناطق على بعد خمسة أميال من غرف الغاز.
8. ... كان من الممكن بذل المزيد من الجهود لإنقاذ اليهود، لو بُذل جهد حقيقي. إن الأسباب التي يستشهد بها المسؤولون الحكوميون مرارًا وتكرارًا لعدم قدرتهم على إنقاذ اليهود يمكن وضعها جانبًا عندما يتعلق الأمر بأوروبيين آخرين يحتاجون إلى المساعدة.
9. كانت لامبالاة روزفلت... أسوأ فشل في فترة رئاسته.
10. كان سجل الإنقاذ الأمريكي أفضل من سجل بريطانيا العظمى وروسيا أو الدول المتحالفة الأخرى... بسبب عمل مجلس لاجئي الحرب... والمنظمات اليهودية الامريكية... وتوفير معظم تمويل مجلس لاجئي الحرب، وعمليات الإنقاذ الخارجية للعديد من المنظمات اليهودية.[3]

يزعم كتاب هجران اليهود أن الزعماء السياسيين الأميركيين (والبريطانيين) أثناء المحرقة، بما في ذلك الرئيس فرانكلين روزفلت، رفضوا مقترحات كان من الممكن أن تنقذ مئات الآلاف من اليهود الأوروبيين من الموت في معسكرات الاعتقال الألمانية. يوثق وايمان، على سبيل المثال، كيف رفض روزفلت مرارًا وتكرارًا منح اللجوء للاجئين اليهود وفشل في إصدار أمر بقصف خطوط السكك الحديدية المؤدية إلى أوشفيتس. وفي الوقت نفسه، لم يبذل معظم الزعماء اليهود في أميركا وفلسطين جهدًا يُذكر للضغط على هذه الحكومات لتغيير سياستها. يقال إن بعض الصحف الأمريكية، بما في ذلك صحيفة نيويورك تايمز، قللت من أهمية التقارير أو منعت نشرها على صفحاتها الأولى بسبب معاداة السامية. كانت صحيفة التايمز مملوكةً لليهود ولكنها ربما أرادت عدم الظهور كمدافعة عن اليهود في تغطيتها.
دَرَسَ وايمان الوثائق التي تشير إلى أن الحكومتين الأميركية والبريطانية رفضتا العديد من المقترحات لقبول اليهود الأوروبيين. لقد أثيرت هذه القضية في مؤتمر عقد في البيت الأبيض في 27 مارس 1943م، حضره كبار القادة الأميركيين والبريطانيين في زمن الحرب، بما في ذلك روزفلت، ووزير الخارجية الأميركي كورديل هل، ووزير الخارجية البريطاني أنطوني إيدن، والمستشار الرئاسي هاري هوبكنز، والسفير البريطاني في واشنطن، واللورد هاليفاكس. أثار هل مسألة عرض الحلفاء قبول 60 ألفًا إلى 70 ألف يهودي من بلغاريا، حليفة ألمانيا. يقال إن إيدن اعترض، مشيرًا إلى خطر أن قبول هتلر عروضًا مماثلةً لليهود في ألمانيا وبولندا، وقال إنه "ببساطة لا توجد سفن ووسائل نقل كافية للتعامل معهم".
كتب وايمان أنه وبسبب مزيج من النزعة القومية ومعاداة السامية وعدم الرغبة في التصرف بناءً على أي اقتراح لا يتمتع بقيمة استراتيجية مباشرة، فقد مات الآلاف وربما الملايين من اليهود الذين كان من الممكن إنقاذهم لولا ذلك. وقد وثق العديد من الحالات التي وجد فيها الحلفاء الموارد، مثل المساعدة بالشحن، لإنقاذ عشرات الآلاف من اللاجئين غير اليهود، وفي الوقت نفسه رفضهم تقديم المساعدة أو جهود الإنقاذ المماثلة لليهود. على سبيل المثال، وثق كيف أعادت الحكومة البريطانية اليهود المعرضين للخطر من فلسطين الانتدابية، وفي الوقت نفسه قبلت بسخاء ما بين 9000 و12 ألف لاجئ يوناني غير يهودي و1800 لاجئ بولندي غير يهودي إلى فلسطين. كما استشهد بالعديد من الحالات التي رفضت فيها السلطات الأمريكية والبريطانية عروضًا من النازيين لتبادل اليهود مقابل الموارد، وكثيرًا ما كان ذلك مصحوبًا بتوثيق لكيفية خوف الحلفاء من أن يكون هناك عدد كبير من اليهود بحيث يضغط ذلك على جهودهم الحربية. لقد وثق الكتاب جهود وزارة الخارجية الأميركية في رفض منح اللجوء لليهود المعرضين للخطر، وفشل المؤسسة اليهودية الأميركية في ممارسة الضغوط الكافية على السياسيين الأميركيين، مثل روزفلت، لحملهم على الانخراط في عمليات إنقاذ فعالة. لعب بريكينريدغ لونغ، أحد مساعدي وزير الخارجية الأربعة، ومجموعة من المسؤولين التنفيذيين الآخرين في وزارة الخارجية، دورًا بارزًا في العديد من الحلقات في هذا التاريخ. وثق وايمان كيف قام لونغ وزملاؤه مرارًا وتكرارًا بعرقلة التدابير التي كان من شأنها إنقاذ اليهود بشكل فعال.
استشهد وايمان بالعديد من المنظمات باعتبارها فعالة نسبيًّا في جهود الإنقاذ، وخاصة بعض المنظمات اليهودية الأرثوذكسية، ولجنة التوزيع الأمريكية اليهودية المشتركة، والفصيل الصهيوني التعديلي المسمى "البرغسونيين"، والذي أخذ اسمه من زعيمه، "بيتر هـ. برغسون"، والذي كان في الواقع الاسم الحركي الإنجليزي لهليل كوك، وهو يهودي فلسطيني وابن أخ الحاخام أبراهام إسحاق كوك الذي كان مرتبطًا بجماعة إرجون تسفاي لئومي المسلحة المتطرفة. جاء "برغسون" إلى الولايات المتحدة لتشكيل "الأصدقاء الأميركيين لفلسطين اليهودية"، و"لجنة الجيش اليهودي"، وجهودًا أخرى لإنقاذ يهود أوروبا.
انتقد وايمان بشكل خاص القيادة اليهودية والصهيونية الأمريكية السائدة، والتي لم تكن جهودها فعالة في جهود الإنقاذ والتي كثيرًا ما أعطت الأولوية لمحاربة معاداة السامية الأمريكية وتعزيز الموقف الصهيوني من أجل إقامة كومنولث يهودي في فلسطين (إسرائيل) بعد الحرب العالمية الثانية متجاهلةً الحاجة إلى إنقاذ اليهود من الاضطهاد النازي.

في الفصل المخصص لـ"المسؤولية"، أدرج وايمان قسمًا فرعيًا بعنوان "ما كان يمكن فعله"، يُقر فيه بأن إمكانيات الإنقاذ "ضاق نطاقها بسبب تصميم النازيين على إبادة اليهود" وأن "ظروف الحرب نفسها جعلت الإنقاذ صعبًا... على الأرجح ما كان من الممكن إنقاذ الملايين". ومع ذلك، يُجادل بأنه "لولا عرقلة المجهود الحربي، لكان من الممكن إنقاذ عشرات الآلاف وربما مئات الآلاف.". ثم عرض مجموعة مختارة من اثني عشر برنامجًا قُدِّمت (من بين برامج أخرى) خلال المحرقة، والتي كان من الممكن أن تكون فعّالة لو جُرِّبت. وقد تضمن اختياره (في الملخص المحرر):
(1) الأهم من ذلك، كان ينبغي إنشاء مجلس لاجئي الحرب في عام 1942م. لقد كان ينبغي أن يحصل على تمويل حكومي كافي وصلاحيات أوسع بكثير. (2) كان بإمكان الحكومة الأميركية، من خلال حكومات محايدة أو الفاتيكان، أن تضغط على ألمانيا لإطلاق سراح اليهود. (3) كان بإمكان الولايات المتحدة أن تمارس ضغوطًا مستمرة على دول المحور لإطلاق سراح اليهود لديها. (4) كان لا بد من ممارسة ضغط قوي على الدول المحايدة القريبة من المحور... لاستقبال اليهود... لقد كانت ملاذات اللجوء خارج أوروبا ضرورية. هكذا ظلت الطرق مفتوحة، وكان من الممكن أن يستمر تدفق اللاجئين إلى خارج أراضي المحور. (5) إيجاد ملاجئ خارجية كافية... شكّل صعوبات.... الوجودٌ في معسكر... كان لا يزال مفضلاً على الموت.... دول أخرى استخدمت البخل الأمريكي حُجةً عندما سُئلت عن عدم قبولها لليهود. على سبيل المثال، في القدس، خلال رحلته حول العالم عام 1942م، واجه ويندل ويلكي السلطات البريطانية بضرورة السماح لأعداد كبيرة من اليهود بالدخول إلى فلسطين، فأجاب المفوض السامي البريطاني أن الأميركيين ليسوا في وضع يسمح لهم بتوجيه مثل هذه الانتقادات بما أن الولايات المتحدة نفسها لم تستقبل اليهود حتى في حدود الحصص المقررة. (6) كانت هناك حاجة إلى الشحن لنقل اليهود من البلدان المحايدة إلى الملاذات الخارجية.... في أوائل عام 1943م، أدارت الولايات المتحدة ظهرها لمقترح روماني بالإفراج عن 70 ألف يهودي. لقد كان فشلًا محوريًّا... (7) إن الحملة الرامية إلى تحفيز ومساعدة اليهود على الهروب كانت ستؤدي إلى تدفق أعداد كبيرة منهم إلى الخارج. (8) كان ينبغي تحويل مبالغ مالية أكبر بكثير إلى أوروبا... وتسهيل الهروب، وإخفاء اليهود، وتوفير الغذاء، وتعزيز المنظمات السرية اليهودية، والقوات غير اليهودية. (9) كان ينبغي بذل المزيد من الجهود في إيجاد طرق لإرسال المواد الغذائية والإمدادات الطبية. (10) كان بإمكان الولايات المتحدة أن تمارس ضغوطًا أكبر بكثير على الحكومات المحايدة والفاتيكان والصليب الأحمر الدولي حتى يَحملوهم على اتخاذ إجراءات أسرع وأكثر قوة. (11) كان من الممكن تقديم بعض المساعدات العسكرية....

 (12) كان ينبغي نشر قدر أكبر من الدعاية حول إبادة اليهود في جميع أنحاء أوروبا....

## الحجج المضادة
إن الغالبية العظمى من المؤرخين المحترفين المتخصصين في الحرب العالمية الثانية و/أو المحرقة قد أيدوا أو دعموا أو تأثروا بشكل عام بحجج وايمان. الانتقادات الأساسية تستهدف انتقادات وايمان لروزفلت، وتدافع عن تصرفات المنظمات اليهودية المؤسسة، و/أو تتحدى ادعائه بأن الحلفاء كان بإمكانهم التخفيف بشكل فعال من مذبحة اليهود من خلال قصف مرافق الإبادة في أوشفيتز، وهو الموضوع الذي يشار إليه غالبًا باسم مناقشة قصف أوشفيتز.
انتقد جيمس إتش. كيتشنز الثالث، وهو أمين أرشيف في مركز أبحاث القوات الجوية التاريخية في الولايات المتحدة، وايمان لإهماله حالة الحرب الشاملة التي كان الحلفاء محاصرين فيها، ولتأسيسه كتابه على مصادر اجتماعية وسياسية، دون إشارات نوعية إلى التاريخ العسكري، الذي يزعم أنه أمر حاسم لمناقشة القصف. زعم كيتشنز أن قصف أوشفيتس لم يكن ليكون عمليًّا. كانت النقطتان الرئيسيتان اللتان أثارهما كيتشنز هما: أولًا: لم يكن لدى الحلفاء معلومات استخباراتية مفصلة بشكل كافٍ حول موقع هذه المنشآت لاستهدافها بشكل معقول، وثانيًّا: كانت اللوجستيات اللازمة للقصف صعبة للغاية بحيث لا يمكن توقع نتيجة ناجحة معقولة. أيد المؤرخ ريتشارد ليفي موقف كيتشنز. أشار مؤرخون آخرون إلى نقطتين، أولًا: وجود فرص للحلفاء للحصول على معلومات عسكرية كافية حول أهداف أوشفيتس المحتملة، مع عدم بذل أي جهد متضافر لجمع مثل هذه المعلومات كما يبدو. ثانيًّا: كانت هناك العديد من مهام القصف الناجحة التي نفذتها قوات الحلفاء والتي كانت بنفس القدر من الصعوبة وكانت مدعومة بمعلومات استخباراتية غير كاملة نسبيًّا. إن الفكرة القائلة بأن مهمة أوشفيتز كانت صعبة بشكل خاص هي فكرة محل تساؤل قوي؛[مِمَن؟]
```
فالبعض
[
من؟
]
 تكهنوا بأن كيتشنز ربما تأثر برغبته في الدفاع عن صاحب عمله.
[
21
]
[
22
]
```

هناك عدد قليل جدًا من المؤرخين الذين لا يتفقون مع موقف وايمان الذي يرى أنه كان بإمكان الحلفاء والمحايدين بذل المزيد من الجهود لإنقاذ اليهود الأوروبيين المعرضين للخطر.[بحث أصيل] هناك استثناء واحد وهو وليم د. روبنشتاين، الذي يعتبر كتابه "أسطورة الإنقاذ: لماذا لم تتمكن الديمقراطيات من إنقاذ المزيد من اليهود من النازيين" ردًا نقديًّا صريحًا على كتاب "هجران اليهود" ومجموعة من الأعمال الأخرى التي تدعم مواقف وايمان. زعم روبنشتاين أن القوى الغربية كانت تتمتع بسجل مشرف في قبول المهاجرين، وأن فلسطين لم تكن ملاذًا محتملًا، وأن العمل الحليف الفعال ضد معسكرات الإبادة النازية لم يكن ممكنًا.
ولكن حتى أشد منتقدي وايمان يعترفون بأن العديد من ادعاءات وايمان صحيحة. فعلى سبيل المثال، يبدو أن روبنشتاين يتفق إلى حد كبير مع وايمان (والعديد من المؤرخين الآخرين) على أن تأثير القيادة السياسية العربية الفلسطينية، بقيادة المفتي العام للقدس الحاج أمين الحسيني، والثورة العربية في فلسطين في الفترة من 1936م إلى 1939م، كانت عوامل دفعت الحكومة البريطانية إلى التخلي عن انتدابها المؤقت على فلسطين، والذي كان يهدف في المقام الأول إلى إنشاء وطن للشعب اليهودي يكون جاهزًا لتسهيل إنقاذ اليهود المعرضين للخطر في وقت حاجتهم. يتفق وايمان ومنتقدوه على أن قرارهم بالتخلي عن الانتداب كان متجسدًا في الكتاب الأبيض الصادر عام 1939م، الذي خفض الهجرة اليهودية إلى فلسطين إلى حصة سنوية قدرها 10 آلاف فقط، وبحد أقصى 75 ألف مهاجر، وثم بعد فترة خمس سنوات تخضع كل الهجرة اليهودية لموافقة النظام السياسي العربي الفلسطيني. إن منتقدي وايمان يدركون عمومًا العواقب طويلة الأمد التي لحقت باليهود الأوروبيين أثناء المحرقة نتيجة للتخلي عن الانتداب، مع أن وايمان يوضح التأثيرات الضارة بمزيد من التفصيل مقارنة بالعديد من منتقديه.[تحليل شخصي]
على سبيل المثال، فإن الاختلافات في الرأي بين روبنشتاين ووايمان حول هذه القضية ترتكز بشكل أساسي على حجة روبنشتاين بأن اليهود الصهاينة في فلسطين (مثل ديفيد بن غوريون) هم المسؤولون في المقام الأول عن عدم توفير اللجوء لليهود الأوروبيين في فلسطين، بدلًا من وضع المسؤولية على السلطات البريطانية أو العرب الفلسطينيين الذين عارضوا بشدة مثل هذه الجهود الإنقاذية. حاسب بعض[من؟] المؤرخين روبنشتاين وغيرهُ من منتقدي وايمان على هذه التأكيدات، وهاجموا هذه الانتقادات لمواقف وايمان بشكل مباشر باعتبارها "جدلية" غير أكاديمية.

## أمثلة على إنقاذ اليهود من دول المحور
قالب:Off topic
يشير العديد من المؤرخين، ومن بينهم الدكتور ديفيد كرانزلر، المتخصص في توثيق منقذي اليهود، إلى أن عددًا كبيرًا من اليهود تم إنقاذهم، ويجادلون بأنه كان من الممكن إنقاذ المزيد منهم، وغالبًا ما يستخدمون نفس الأمثلة التاريخية التي يغطيها وايمان. في أغلب الحالات، لم تبدأ جهود الإنقاذ من قبل المنظمات اليهودية والصهيونية العالمية الحرة الكبرى الراسخة، والتي كانت في كثير من الأحيان تعرقل نشاط الإنقاذ؛ ولا حكومات الحلفاء؛ ولا من قبل مؤسسات مثل الفاتيكان أو الصليب الأحمر. لقد كانت أغلب عمليات الإنقاذ الناجحة نتيجة لعمل مجموعات يهودية صغيرة غير تابعة للمؤسسة ومجموعات غير يهودية، وكانت تعمل في الغالب خارج إطار المؤسسات وفي كثير من الأحيان ضد تعليمات مجموعاتها المظلة. وتشمل الأمثلة ما يلي:
- تفاوضت مجموعة براتيسلافا العاملة بقيادة غيزي فليشمان والحاخام خاييم ميخائيل دوف فايسمندل في أوائل عام 1942م على هدنة لمدة حوالي عامين في عمليات النقل من سلوفاكيا مقابل فدية قدرها حوالي 50 ألف دولار لقوات الأمن الخاصة النازية عبر ديتر فيسليسيني. في أواخر عام 1942م، تفاوضوا على ما يُسمى خطة أوروبا. على ما يبدو، عرض الألمان وقف النقل من العديد من المناطق مقابل حوالي مليوني دولار وطالبوا بدفعة مقدمة بنسبة 10%. لم يكن أحد مستعدًا للمخاطرة بهذا المبلغ، وانتهت المفاوضات. يذكر ياد فاشيم أنها كانت مجرد خدعة ألمانية.[27]
- أنقذت وثائق الحماية، التي تم توزيعها من سويسرا بواسطة المنقذين اليهود الأرثوذكس جورج مانتيلو (ماندل - دبلوماسي سلفادوري من ترانسيلفانيا) وريخا شتيرنبوخ، أعدادًا كبيرة مع اعتراضات زعيم يهودي سويسري ومسؤولين أمريكيين، لا سيما روزويل ماكليلاند من مجلس إنقاذ اللاجئين الحربي (WRB).[28]
- كان ويلفريد إسرائيل، وهو برليني الأصل، أحد الأشخاص الرئيسيين الذين نظموا كيندرترانسبورت إلى إنجلترا، والذي أنقذ أعدادًا كبيرة من الأطفال اليهود.
- هرَّبت ريخا شتيرنبوخ أعدادًا كبيرةً من اليهود إلى سويسرا عند الحدود السويسرية النمساوية حتى أبلغ عنها شخص في سويسرا كان من المفترض أن يساعدها. لقد أجرت من أواخر عام 1944م إلى أوائل عام 1945م مفاوضاتًا مع هاينريش هيملر عبر السياسي السويسري جان-ماري موسي الذي كان معروفًا لهيملر. أدى ذلك إلى إطلاق سراح العديد من اليهود من معسكر اعتقال تيريزينشتات ومنع قتل أعداد كبيرة من اليهود في بعض المعسكرات مع اقتراب الحلفاء، بناءً على اتفاق فدية مع النازيين. لقد تم الإبلاغ عنها مرة أخرى من قبل نفس الشخص المذكور سابقًا.
- جمع يتسحاك شتيرنبوخ، زوج ريخا شتيرنبوخ، ودفع الفدية المطلوبة لإطلاق سراح اليهود في معسكر اعتقال بيرغن بيلسن الذين كانوا على ما سُميَ بقطار كاستنر.
- رتب الحاخام سولومون شونفيلد لجوء الآلاف من اليهود في بريطانيا، بما في ذلك مئات الأطفال في كيندرترانسبورت. كما أقنع العديد من قادة الكنيسة الإنجليزية وأعضاء البرلمان بتمرير اقتراح يسمح لليهود الذين يمكنهم الخروج من الأراضي التي يحكمها المحور بالاستقرار مؤقتًا على الأقل في أجزاء من الإمبراطورية البريطانية. ضغطت مجموعة بنجاح ضد الاقتراح لأنه استبعد فلسطين.[29]
- في الولايات المتحدة، أدى الضغط المستمر على إدارة روزفلت من قبل هيلل كوك ومجموعته الإنقاذية البيرغسونية[بحاجة لمصدر]، مع العرقلة الكبيرة والمطولة من قبل القادة اليهود الليبراليين الأمريكيين والمنظمات اليهودية السائدة ولكن بمساندة حاسمة من العديد في الكونغرس ومجلس الشيوخ ووزير الخزانة هنري مورغنثاو الابن وفريقه في الخزانة، إلى إنشاء مجلس إنقاذ اللاجئين الحربي.[30] كانت إحدى إجراءاته دعم بعثة والنبرغ إلى بودابست. يعزو ديفيد وايمان إلى مجلس إنقاذ اللاجئين الحربي إنقاذ أكثر من 200 ألف (بما في ذلك 120 ألف في المجر، جزئيًّا بسبب بعثة والنبرغ).[31]
- بعد أربع وعشرين ساعة من استلامه، قام الأمين الأول اليهودي لسفارة السلفادور جورج مانتيلو (ماندل) بنشر ما يُسمى الآن تقرير فربا-فيتسلر المدرج في بروتوكول أوشفيتز. لسوء الحظ، وصل التقرير متاخرًا. اليهود والمنظمات اليهودية/الصهيونية الأخرى التي تلقت التقرير مبكرًا لم تستخدم المعلومات بفعالية، وبعضهم، مثل رودولف كاستنر، حاولوا قمع المعلومات. أشعلت تصرفات مانتيلو احتجاجات كبيرة في الشوارع في سويسرا، وأدت إلى أكثر من 400 عنوان رئيسي في سويسرا يدين وحشية أوروبا، لقد تحدثت العديد من الخطب في الكنائس السويسرية عن "إخوانهم وأخواتهم": اليهود. ومع تردد الصليب الأحمر الدولي في التدخل، ناشد آخرون—بما في ذلك البابا بيوس الثاني عشر وملك السويد غوستاف الخامس— بنفسهما وصي المجر ميكلوش هورتي. لقد تلقى تهديدات موثوقة من تشرشل وروزفلت. ثم أوقف هورثي النقل الذي كان يحمل حوالي 12 ألف يهودي يوميًا إلى أوشفيتز. "بحلول ذلك الوقت، تم تطهير الأقاليم المجرية. اختفى ما يقرب من 440 ألف يهودي، لكن معظم يهود بودابست البالغ عددهم 230 ألف كانوا لا يزالون في العاصمة." ثم "عرض هورثي السماح بهجرة جميع الأطفال اليهود دون سن العاشرة الذين يمتلكون تأشيرات إلى دول أخرى، وجميع اليهود من أي عمر يمتلكون جوازات فلسطين."[32] ومع أن السويد وسويسرا ووزارة الخارجية الأمريكية وافقوا في النهاية على إصدار تأشيرات لـ 28 ألف طفل، فلم يتم إخراج أي منهم من المجر بسبب التأخير الذي دام شهرًا في مفاوضات الحلفاء والمحايدين، وفي النهاية، سيطر النازيون على الوضع. أثبت التأخير في الرد على عرض هورثي أنه قاتل للصفقة التي عرضها وللعديد من اليهود المجريين. بعد ثلاثة أشهر من توقف هورثي عن قطارات الترحيل، تم خلعه واستبداله بنظام دمية نازي بقيادة فيرينتس سالاشي وحزبه الصليب السهمي الفاشي والمعادي للسامية، الذي أطلق عهدًا من الإرهاب ضد اليهود المتبقين في المجر، وقتل عشرات الآلاف في الأشهر الأربعة من حكمهم، وانتهى فقط عندما غزا الجيش الروسي المجر.[33]
- مكنت الهدنة في عمليات الترحيل المجرية والعروض التي قدمها هورثي بعثة والنبرغ أيضًا من إنقاذ العديد من الآخرين في بودابست، مثل كارل لوتز، والمونسنيور أنجيلو روتا، وجورجيو بيرلاسكا، والبعثة الإسبانية، والشباب الصهيوني السري في بودابست، و"جعلت الإنقاذ في الهواء" مما مكن المواطنين العاديين من التصرف نيابة عن بقايا يهود المجر. أنقذ كلًا من راؤول فالنبرغ وكارل لوتز أنقذ عشرات الآلاف من اليهود في المجر والشباب الصهيوني السري أنقذ آلافًا كثيرين ليس أكثر من 10 آلاف[33]
- غالبًا ما خرق العديد من الدبلوماسيين البروتوكول الدبلوماسي، وتصرفوا ضد توجيهات بلدهم، وأنقذوا أعدادًا كبيرة من اليهود بتأشيرات ووثائق حماية. فإلى جانب كارل لوتز وراؤول فالنبرغ، فإن أفضل المعروفين بينهم بهذا هم الياباني تشيونه سوغيهارا، والصيني هو فينغ-شان، والبرتغالي أريستيدس دي سوسا مينديز والسويدي الكونت فولك بيرنادوت.
- جاء اقتراح مثير للجدل للإنقاذ من أدولف آيخمان، الذي عرض على المنقذ الصهيوني جويل براند في مايو 1944م، صفقةً لإطلاق سراح مليون يهودي مقابل 10 آلاف شاحنة وسلع مثل القهوة والشاي والكاكاو والصابون. قدم آيخمان ونازيون آخرون عروضًا مماثلة لمنقذين صهاينة آخرين (مثل سالي ماير، شتيرنبوخ). لعب جان-ماري موسي، الرئيس السابق لسويسرا والمتحمس للنازية في الثلاثينيات، دورًا بارزًا في المفاوضات. ومع ذلك، رفض الحلفاء هذه الترتيبات "الفدية" مع أن آيخمان أوضح أن بديلها ينطوي على تدمير اليهود. اتفق الروس وتشرشل على أنه لا ينبغي دفع فديات. احتجز البريطانيون براند كسجين لمنع مثل هذه التعاملات ولم تبدو القيادة الصهيونية قبل تأسيس الدولة في فلسطين مهتمة بشكل مفرط.[34]
- يذكر ياد فاشيم في متحفه أن أنشطة رودولف كاستنر المثيرة للجدل أدت إلى إنقاذ أكثر من 22 ألف يهودي.
- بعد مفاوضات مثيرة للجدل بين رودولف كاستنر، سالي ماير، وأدولف آيخمان، تم إرسال قطارات تحمل حوالي 1,700 يهودي مجري إلى معسكر بيرغن بيلسن، حيث تم الاحتفاظ بهم بأمان نسبي مقابل المال والذهب وتم تحريرهم في نهاية عام 1944م، حين رتب يتسحاك شتيرنبوخ، في سويسرا، لإنقاذهم بدفع فدية كبيرة.[35][36][37]
- كانت هناك العديد من المبادرات الإنقاذية الناجحة الأخرى وأيضًا العديد من المبادرات الأخرى التي يجادل البعض بأنها كان يمكن أن تنجح لو تلقى تشرشل وروزفلت المزيد من الضغط العام.[38] ومع وجود السفن المكتظة باللاجئين، مثل سفينة سانت لويس والسفن اللاجئة المتجهة إلى فلسطين التي تم إعادتها، فمن الصعب تقديم حجة للفرضية القائلة بأن الإنقاذ لم يكن ممكنًا.[39] تدعم وجهات نظر وايمان العديد من المشاركين والباحثين، مثل ديفيد كرانزلر، وهيلل كوك، وخاييم ميخائيل دوف فايسمندل، على سبيل المثال لا الحصر.[40]

## ملحوظات
1. ↑  "Past Winners". Jewish Book Council (بالإنجليزية). Retrieved 2020-01-21.
2. ↑  "The New Press".
3. ↑  Abandonment of the Jews, pp. x, xi
4. ↑  "Abandonment of the Jews", pp. 244, 24; 172, 173.
5. ↑  Abandonment of the Jews, pp. 47; 82; 115-118; 264-266.
6. ↑  "Abandonment of the Jews", p. 295.
7. ↑  Abandonment of the Jews, pp. 157-177; 328-330; 345-348.
8. ↑  Abandonment of the Jews, pp. 26, 38, 76, 299n, 321
9. ↑  Abandonment of the Jews, pp. 96-100.
10. ↑  Abandonment of the Jews, p. 97.
11. ↑  Abandonment of the Jews, pp. 338, 339.
12. ↑  Abandonment of the Jews, pp. 104-142.
13. ↑   Abandonment of the Jews, p. 85.
14. ↑  Abandonment of the Jews, pp. 3-18; 327-330.
15. ↑  Abandonment of the Jews, p. 331
16. ↑  Abandonment of the Jews, pp. 331-335
17. ↑  The Bombing of Auschwitz Re-Examined." by James H. Kitchens III, in The Journal of Military History. 58 (April 1994): 233-266.
18. ↑  "The Bombing of Auschwitz Revisited: A Critical Analysis" by Richard H. Levy, Holocaust and Genocide Studies, vol. 10, no. 3 (winter 1996), pp. 267--298
19. ↑  "Allied Knowledge of Auschwitz-Birkenau in 1943--1944" by ريتشارد بريتمان, in FDR and the Holocaust, ed. Verne W. Newton (New York, 1996) pp. 175--182.
20. ↑  Dino Brugioni, Auschwitz and Birkenau: Why the World War II photo interpreters failed to Identify the extermination complex, Military Intelligence, vol. 9, no. 1 (Jan.-Mar. 1983): pages 50-55.
21. ↑  "Could the Allies Have Bombed Auschwitz?" by Stuart G. Erdheim, Holocaust and Genocide Studies, vol 11., no. 2 (Fall 1997), pp. 129--170
22. ↑  "The Jewish Threat: Anti-semitic Politics Of The U.S.. Army" by Joseph W. Bendersky, (NY: بيزيك بوكس  [لغات أخرى]‏; 2000) pp. 343--344
23. ↑  "The Myth of Rescue: Why the Democracies Could Not Have Saved More Jews from the Nazis", by William D. Rubinstein, (NY: Routledge.; 1997)
24. ↑  "Myth, Rubinstein", pp 15, 30, 100, 123, 127, 138, 143, 198, 216, 218, 237, 250
25. ↑  "Myth, Rubinstein", pp. 14, 146, 233, 267
26. ↑  Book Review by David Cesarani, English Historical Review, Vol. 113, No. 454, Nov. 1998, pp. 1258–1260
27. ↑  Large display in the Yad Vashem museum
28. ↑  "Abandonment of the Jews", pp. 244-251.
29. ↑  "Holocaust Hero: The Untold Story of Solomon Schonfeld, an Orthodox British Rabbi", by David Kranzler, Ktav Publishing House (December 2003), (ردمك 978-0-88125-730-4)
30. ↑  "Abandonment of the Jews", pp. 178-191.
31. ↑  "Abandonment of the Jews", pp. 236-243.
32. ↑  "Abandonment of the Jews", p. 238.
33. 1 2  "Abandonment of the Jews", p. 235-243.
34. ↑  "Abandonment of the Jews", p. 243-254.
35. ↑  "Abandonment of the Jews", p. 245-247.
36. ↑  "Desperate Mission; Joel Brand's Story As Told to Alex Weissberg", by Alex Weissberg (NY: Grove Press; 1958) B000FNH6EU
37. ↑  "Holocaust Years: The Nazi Destruction of European Jewry, 1933-1945", by Nora Levin (Malabar, FL: Krieger Publishing; 1990) (ردمك 978-0894642234), p. 338
38. ↑  "Abandonment of the Jews", p. 311-317.
39. ↑  "Abandonment of the Jews", pp. 110-123.
40. ↑  "Holocaust Years, Levin", pp. 117--128, pp. 324--326, 331-333 pp. 338--340